# Cyclodictyon bescherellei
Cyclodictyon bescherellei är en bladmossart som beskrevs av Brotherus 1907. Cyclodictyon bescherellei ingår i släktet Cyclodictyon och familjen Hookeriaceae. Inga underarter finns listade i Catalogue of Life.